# George Carwardine
George Carwardine, född 1887 i Bath, England, död 1947, var en brittisk industridesigner känd för att ha konstruerat världens första belysningarmatur med utbalanseringsmekanism där spiralfjädrar användes som motvikt, Anglepoise-lampan, år 1932.
Carwardine arbetade ursprungligen inom bilindustrin. Som konstruktör var han specialiserad på bilfjädring vid företaget Horstmann Cars Company. Där gjorde han karriär och blev så småningom chefsdesigner. När företaget fick finansiella problem år 1924 startade Carwardine sin egen verksamhet med namnet Cardine Accessories Ltd.
Carwardine fortsatte senare att samarbeta med sin forne arbetsgivare Sydney Horstmann men år 1929 gjorde Horstmann konkurs. Carwardine tog tillfället i akt att utveckla sitt intresse för konstruktioner baserade på mekaniska fjädrar och hävarmar.

## Anglepoise-lampan
År 1932 konstruerade Carwardine den första prototypen till en utbalanserad ledarmatur, med två bärarmar anordnade som parallellogrammer och fyra spiralfjädrars motvikt, avsedd för elektrisk belysning av arbetsplatser. Den fick modellnumret 1208 och kallades för Anglepoise-lampan. Modell 1208 var avsedd för den professionella marknaden i första hand och gick i serietillverkning hos företaget Herbert Terry & Sons i Redditch.
År 1935 lanserade Carwardine och Herbert Terry & Sons en efterföljare med modellnummer 1227 avsedd för den internationella konsumentmarknaden. Den hade tre motviktsfjädrar istället för fyra och enbart en parallellogram.